# Рюстик
Рюсти́к (фр. Rustiques) — коммуна во Франции, находится в регионе Лангедок — Руссильон. Департамент коммуны — Од. Входит в состав кантона Капандю. Округ коммуны — Каркасон.
Код INSEE коммуны — 11330.

## Население
Население коммуны на 2008 год составляло 448 человек.
| 1962 | 1968 | 1975 | 1982 | 1990 | 1999 | 2008 |
| ---- | ---- | ---- | ---- | ---- | ---- | ---- |
| 215  | 229  | 214  | 231  | 301  | 305  | 448  |

## Экономика
В 2007 году среди 278 человек в трудоспособном возрасте (15—64 лет) 207 были экономически активными, 71 — неактивными (показатель активности — 74,5 %, в 1999 году было 71,4 %). Из 207 активных работали 181 человек (100 мужчин и 81 женщина), безработных было 26 (11 мужчин и 15 женщин). Среди 71 неактивного 21 человек были учениками или студентами, 30 — пенсионерами, 20 были неактивными по другим причинам.